# Kanton Vibraye
Der Kanton Vibraye war von 1790 bis 2015 ein französischer Wahlkreis im Arrondissement Mamers, im Département Sarthe und in der Region Pays de la Loire; sein Hauptort war Vibraye. Bis zur Verwaltungsgebietsreform vom 15. Februar 2006 gehörte der Kanton zum Arrondissement Le Mans.

## Geografie
Der Kanton Vibraye lag im Mittel 117 Meter über Normalnull, zwischen 71 Meter in Dollon und 199 Meter in Lavaré.
Der Kanton lag im Osten des Départements Sarthe an der Grenze zum Département Loir-et-Cher. Er grenzt im Osten an dieses  Département, im Süden an den Kanton Saint-Calais, im Südwesten an den Kanton Bouloire, im Nordwesten an den Kanton Tuffé und im Norden an den Kanton Montmirail.

## Gemeinden
Der Kanton Vibraye bestand aus sechs Gemeinden:
| Gemeinde        | Einwohner Jahr | Fläche km² | Bevölkerungsdichte | Code INSEE | Postleitzahl |
| --------------- | -------------- | ---------- | ------------------ | ---------- | ------------ |
| Berfay          | 356 (2013)     | 18,28      | 19 Einw./km²       | 72032      | 72320        |
| Dollon          | 1.501 (2013)   | 25,33      | 59 Einw./km²       | 72118      | 72390        |
| Lavaré          | 850 (2013)     | 22,88      | 37 Einw./km²       | 72158      | 72390        |
| Semur-en-Vallon | 441 (2013)     | 15,13      | 29 Einw./km²       | 72333      | 72390        |
| Valennes        | 314 (2013)     | 26,7       | 12 Einw./km²       | 72366      | 72320        |
| Vibraye         | 2.600 (2013)   | 43,62      | 60 Einw./km²       | 72373      | 72320        |

## Bevölkerungsentwicklung
| 1962 | 1968 | 1975 | 1982 | 1990 | 1999 | 2006 |
| ---- | ---- | ---- | ---- | ---- | ---- | ---- |
| 5779 | 5676 | 5487 | 5573 | 5616 | 5701 | 6017 |